# Virslīga 2010
In 2010 werd het 36ste voetbalseizoen gespeeld van de Letse Virslīga. De competitie werd gespeeld van 10 april tot 7 november. Skonto werd kampioen.

## Veranderingen
- Na een omkoopschandaal werd Dinaburg FC uit de competitie gezet en moest in de tweede klasse aantreden.
- Hoewel Daugava Daugavpils vorig seizoen slechts negende eindigde in de tweede klasse kreeg de club een plaats in de hoogste klasse aangeboden na het verdwijnen van Dinaburg zodat de stad Daugavpils toch een club in de hoogste klasse had.

## Eindstand
| Plaats | Club                  | Wed. | W  | G | V  | Saldo | Ptn. |
| ------ | --------------------- | ---- | -- | - | -- | ----- | ---- |
| 1.     | Skonto Riga           | 27   | 22 | 3 | 2  | 86-16 | 69   |
| 2.     | FK Ventspils          | 27   | 20 | 3 | 4  | 68-18 | 63   |
| 3.     | SK Liepājas Metalurgs | 27   | 19 | 4 | 4  | 70-20 | 61   |
| 4.     | Daugava Daugavpils    | 27   | 16 | 8 | 3  | 35-16 | 56   |
| 5.     | FK Jūrmala-VV         | 27   | 8  | 4 | 15 | 30-45 | 28   |
| 6.     | FK Jelgava            | 27   | 6  | 7 | 14 | 36-45 | 25   |
| 7.     | SK Blāzma             | 27   | 7  | 3 | 17 | 27-57 | 24   |
| 8.     | Olimps/RFS            | 27   | 5  | 6 | 16 | 31-63 | 21   |
| 9.     | Tranzīt               | 27   | 5  | 4 | 18 | 17-56 | 19   |
| 10.    | FK Jaunība            | 27   | 4  | 4 | 19 | 16-80 | 16   |

|  | Kampioen, geplaatst voor tweede voorronde UEFA Champions League 2011/12 |
|  | Geplaatst voor tweede voorronde UEFA Europa League 2011/12              |
|  | Geplaatst voor eerste voorronde UEFA Europa League 2011/12              |
|  | Deelname Promotie/Degradatie play-off                                   |
|  | Degradatie                                                              |

## Promotie/Degradatie play-off
Tranzīt zou normaal tegen tweedeklasser FC Jūrmala spelen voor een plek in de hoogste klasse van 2011. Echter trok Tranzīt zich terug uit de competitie.

## Kampioen
| Virslīga 2010                    |
| Letland                          |
| -------------------------------- |
| SKONTO RIGA Kampioen (14° titel) |